# Sebsi

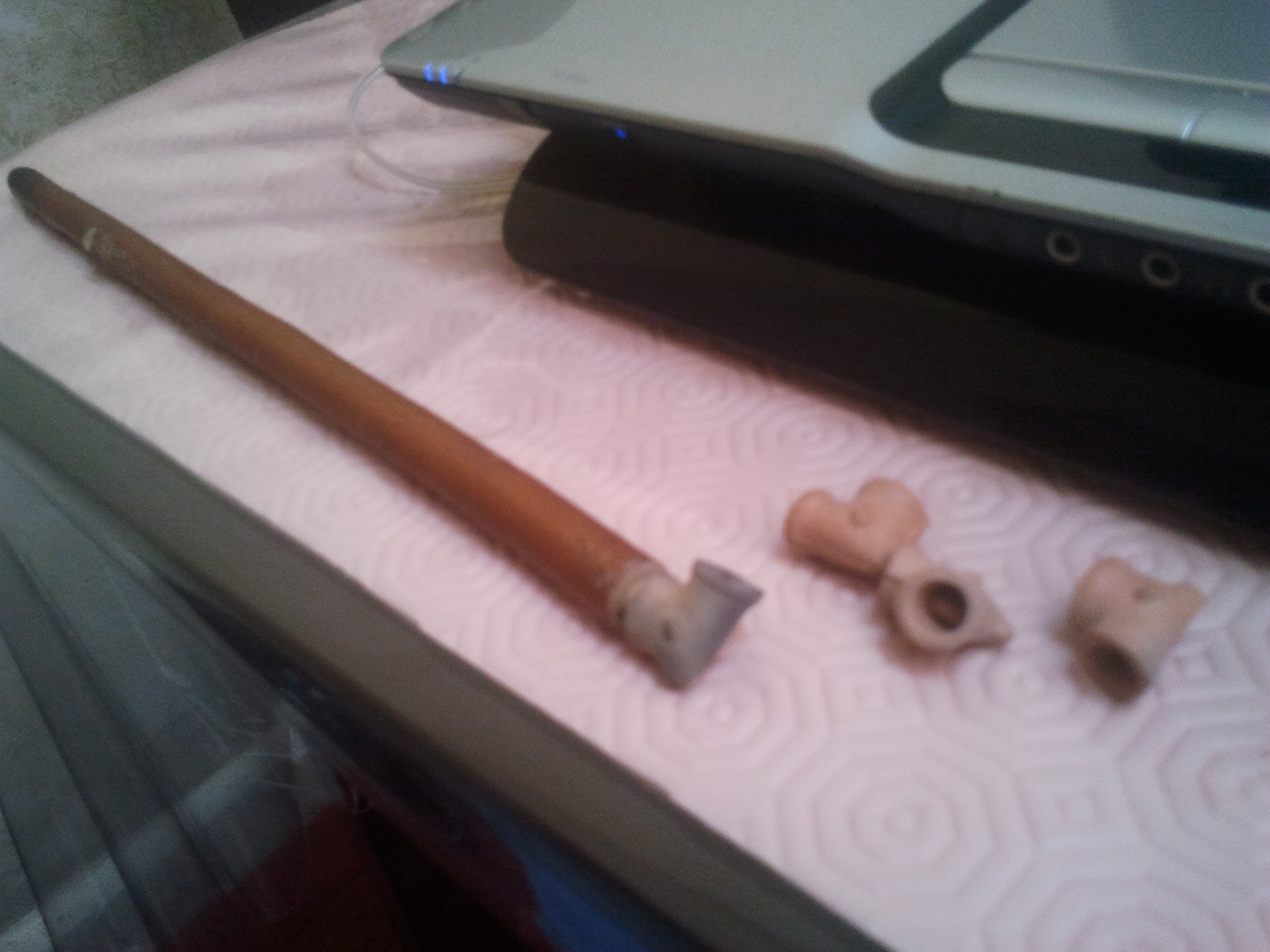
Una sebsi

Sebsi o sibsi (pl. s'basa) è una pipa originaria del Marocco. Fatta di legno, lunga e con un piccolo fornello di terracotta (shkofa), ha un cannello in legno di circa 5,5 mm di diametro con una lunghezza che va da circa 20 a 40 centimetri. Viene utilizzata solitamente per consumare minuscole porzioni (25 mg) di kif puro (senza tabacco). Il legno utilizzato è solitamente quello del gelsomino giallo, oleandro o laurotino. Originario del Marocco, questa si diffuse in tutta la costa araba del Mediterraneo meridionale e nella parte orientale della penisola balcanica.